# 掌书记
掌書記，全名節度掌書記，為中國唐朝官職。

## 概要
唐景龍元年（707年）設置，七品官，類似漢代至南北朝時期的記室參軍，為掌管一地軍政、民政機關之機要秘書。《新唐書》卷四十九下〈百官志四下〉“外官”條：“掌書記，掌朝覲、聘問、慰荐、祭祀、祈祝之文與號令升絀之事。”